# Za ojczyznę (Psków)
Za ojczyznę (ros. За родину) – kolaboracyjna gazeta w północno-wschodniej części okupowanego ZSRR podczas II wojny światowej.
Gazeta zaczęła wychodzić 11 września 1942 r. w okupowanym Pskowie. Ukazywała się 6 razy w tygodniu. Cena egzemplarza wynosiła 50 kopiejek, potem 10–15 fenigów. Funkcję redaktora naczelnego pełnił Anatolij K. Pietrow. Wszystkie teksty były cenzurowane przez grupę wydziału wschodniego dystrybucji prasy i propagandy na czele z kpt. Morenschildem, a następnie kpt. Kelbandem. Zasięg gazety obejmował północno-zachodnie okupowane ziemie radzieckie i Łatgalię. Stałymi rubrykami były m.in. „Od Bałtyku do Morza Kaspijskiego”, „Miejscowa kronika”, „Zagraniczna kronika”, „Front walki za nową Rosję”. Artykuły i felietony dotyczyły życia ludności rosyjskiej pod panowaniem carskim i sowieckim (w drugim przypadku przedstawiane bardzo negatywnie), jej sytuacji pod okupacją niemiecką i zadań przed nią stawianych przez hitlerowców. Duża ich część była też poświęcona odradzaniu się prawosławia. Cechą charakterystyczną gazety były publikowane na jej łamach karykatury o charakterze antysowieckim, proniemieckim czy antysemickim. Pod koniec 1943 r. – w związku z pogarszającą się sytuacją na froncie wschodnim – redakcja przeniosła się do Rygi. Ostatni numer wyszedł 17 września 1944 r. Ogółem wyszło 556 numerów gazety. Redaktorem naczelnym był wtedy Anatolij G. Stenros-Makridi.